# Institut national ferroviaire de Corée
L'Institut national ferroviaire de Corée (en hangul :한국철도대학) est un établissement national de 1er cycle universitaire de Corée du Sud située à Uiwang dans le Gyeonggi.

## Structure
L'établissement est structuré en 6 départements .